# Kepler-186 f
Kepler-186 f è un pianeta extrasolare orbitante intorno alla stella nana rossa Kepler-186, distante circa 580 anni luce dalla Terra. Era stato descritto al momento della scoperta come il primo pianeta extrasolare con un raggio simile a quello del nostro pianeta e rientrante nella cosiddetta zona abitabile, tuttavia la distanza del sistema dopo misurazioni effettuate con il satellite Gaia fu riscontrata essere nettamente maggiore, e questo portò al rialzo della stima del raggio della stella e di conseguenza anche di quello dell'esopianeta, che risultò alla fine più simile a una super Terra che a un analogo terrestre.
Il pianeta è stato individuato, insieme ad altri quattro pianeti più vicini alla loro stella, dal telescopio Kepler utilizzando il metodo del transito. Dopo tre anni di osservazioni, i primi risultati sono stati resi pubblici ad una conferenza il 19 marzo 2014 e la scoperta ufficialmente annunciata il 17 aprile 2014 e pubblicata sulla rivista scientifica Science.

## Denominazioni precedenti
All'inizio, come capita con gli oggetti osservati dal telescopio Kepler, la stella era stata inserita nel Kepler Input Catalog (KIC), per passare successivamente tra le Kepler Object of Interest (KOI), poiché potenzialmente era divenuta una stella con pianeti orbitanti. Le sue denominazioni precedenti sono state quindi KIC 8120608 e poi KOI 571. Solo verso la fine del 2013, quando iniziavano ad emergere nuove informazioni e il numero degli articoli e pubblicazioni su di essa aumentava, si è iniziato a chiamarla anche come Kepler-186.

## Caratteristiche orbitali

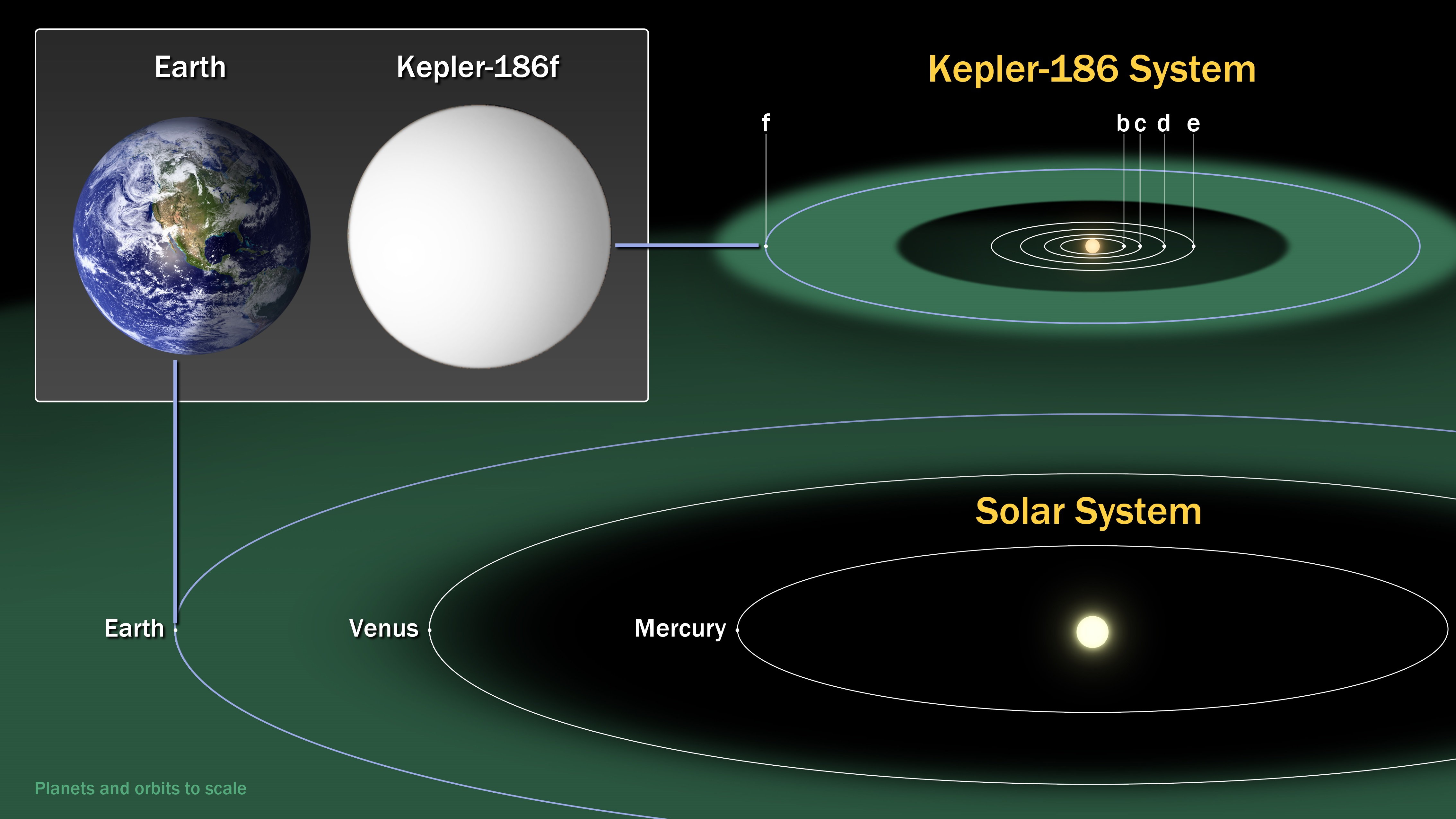
Confronto del sistema di Kepler-186 con il Sistema Solare.

Kepler-186 f ha un periodo di rivoluzione di 129,9 giorni e, data la relativamente breve distanza che lo separa dalla sua stella (il semiasse maggiore varia da un minimo di 0,355 ad un massimo di 0,365 UA, molto simile alla distanza che c'è tra Mercurio e il Sole), non è certo se sia in rotazione sincrona con essa. Vista la bassa luminosità della stella, riceve un flusso di radiazioni che è pari a circa 1/3 di quello che la Terra riceve dal Sole ma, trovandosi ad una distanza minore dal suo astro, si posiziona comunque all'interno della zona abitabile anche se, dalle prime osservazioni, si verrebbe a trovare quasi al limite esterno, in una posizione che può ricordare quella di Marte all'interno del sistema solare. A quella distanza, infatti, il suo flusso di radiazioni dovrebbe essere compreso tra l'88% e il 25% rispetto a quello terrestre per poter essere abitabile; dalle prime analisi il flusso risulterebbe pari al 32% di quello terrestre. Il flusso radiante che Kepler-186 f riceve è comparabile a quello di un altro esopianeta molto simile alla Terra, Gliese 581 d.

## Massa, densità e composizione

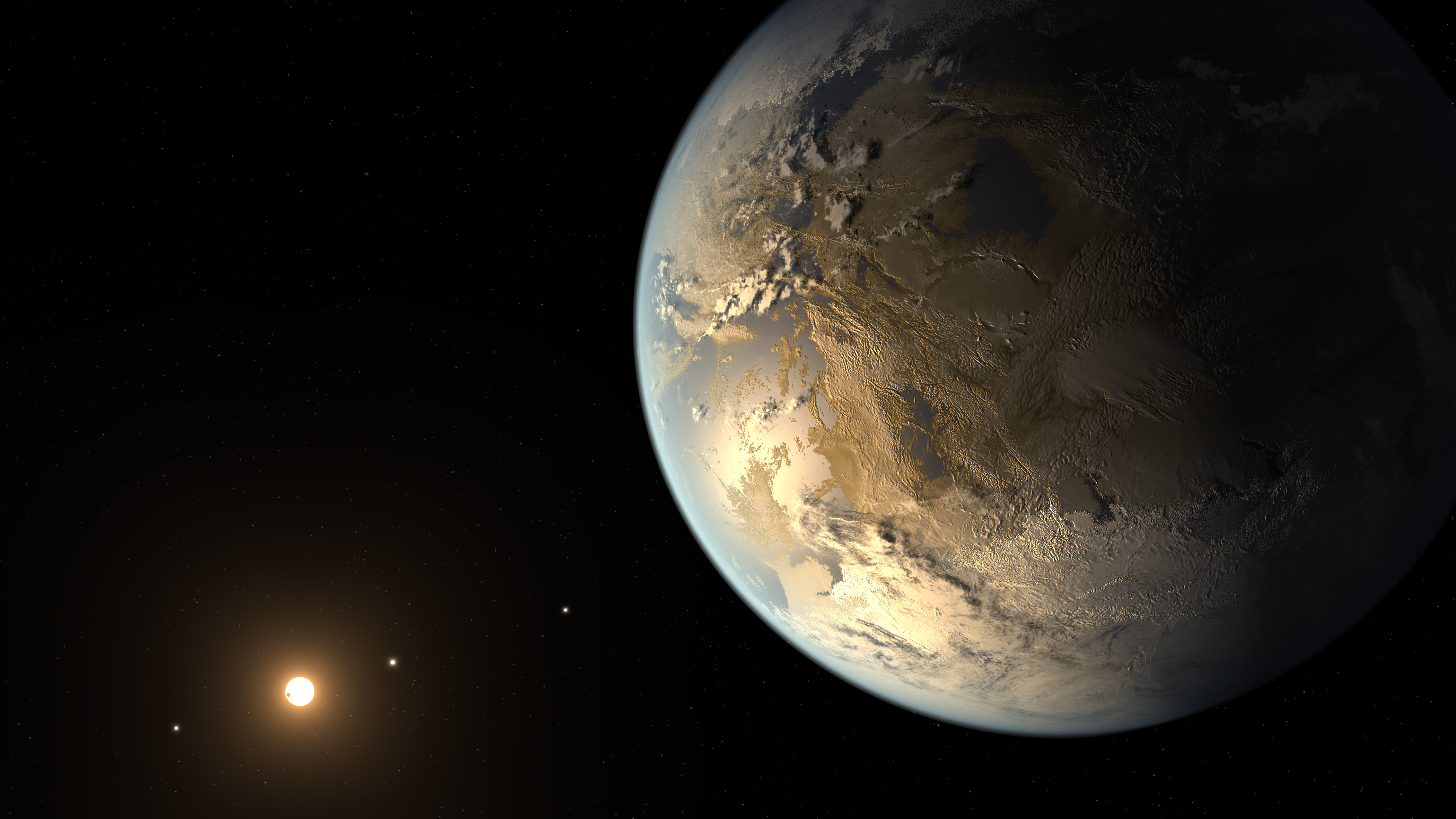
Una rappresentazione artistica di Kepler-186 f, un esopianeta delle dimensioni della Terra che si troverebbe all'interno della zona abitabile della sua stella.

Kepler-186 f pareva inizialmente avere un raggio più grande di quello terrestre solo dell'11%, tuttavia studi successivi stimano il raggio del pianeta a circa 1,4 r⊕. La sua massa, densità e composizione sono ancora sconosciute: la massa stimata varia da 0,32 M⊕, se fosse composto interamente da acqua e ghiaccio, fino a 3,77 M⊕, per una composizione completamente di ferro. Nel caso di una composizione simile a quella della Terra, un terzo di ferro ed i rimanenti due terzi di rocce silicee, la sua massa risulterebbe pari a 1,44 M⊕. Una massiccia atmosfera di idrogeno ed elio, tipica dei giganti gassosi come Giove o Saturno, è difficile da ipotizzare in pianeti con un raggio inferiore a 1,5 R⊕ e, dato che le stelle nane rosse come Kepler-186, emettono un forte flusso di luce ultravioletta ad alta energia durante le fasi iniziali della loro esistenza, si avrebbe avuto un effetto di fotoevaporazione che molto probabilmente avrebbe portato all'allontanamento dall'atmosfera del pianeta sia dell'idrogeno sia dell'elio eventualmente presenti.

## Formazione, evoluzione ed abitabilità
La stella Kepler-186 ospita altri quattro pianeti (Kepler-186 b, c, d, e) probabilmente in rotazione sincrona con la loro stella a causa della forte attrazione gravitazionale che essa esercita su di loro; non è chiaro se la stessa situazione si applichi a Kepler-186 f dato che è molto più distante dalla stella; la probabilità che il campo gravitazionale influisca in maniera rilevante sulla rotazione del pianeta da bloccarlo in rotazione sincrona è circa del 50%.
Dato che si trova più vicino alla sua stella, una nana rossa, di quanto non lo sia la Terra rispetto al Sole, probabilmente il suo moto di rotazione è molto più lento rispetto a quello terrestre, dunque un suo giorno potrebbe durare settimane o anche mesi. In tutto ciò bisogna anche tenere conto della fase evolutiva del sistema stellare, quindi della sua età, che al momento risulta difficile da calcolare: si pensa sia di circa due miliardi di anni (poco meno della metà del Sistema Solare).
L'inclinazione assiale di Kepler-186 f è probabilmente molto piccola, in questo caso non sarebbero presenti delle stagioni a differenza della Terra e di Marte; anche a causa della piccola eccentricità che comporta una orbita circolare e non ellittica. Tuttavia l'inclinazione potrebbe essere maggiore (23° circa) se ci fosse un altro pianeta tra Kepler-186 e Kepler-186 f. Questo ipotetico pianeta non è ancora stato osservato, ma le attuali teorie delle formazione dei sistemi planetari e le simulazioni hanno mostrato come ci sia una discreta possibilità che esista un altro pianeta di massa minore rispetto agli altri cinque (poiché, in caso contrario, comporterebbe delle grosse instabilità alla sua orbita), collocato proprio prima di Kepler-186 f.
L'appartenenza di Kepler-186 f alla zona abitabile non implica necessariamente che esso sia realmente abitabile da forme di vita come noi le intendiamo: per considerare un pianeta abitabile, infatti, non basta che ci sia dell'acqua liquida sul suo suolo ma bisogna considerare anche altri parametri: tra i più importanti la sua composizione atmosferica, che però è tuttora sconosciuta. Inoltre non sarà facile determinarla visto che, con le attuali strumentazioni e la sua distanza dalla Terra, non è possibile ottenere dei dati e anche i prossimi telescopi già progettati, come il Telescopio Spaziale James Webb, non potranno fornire con certezza la sua reale composizione. Un modello climatico suggerisce che la temperatura sulla superficie del pianeta potrebbe essere al di sopra dei 273 K (0 °C) se la presenza di diossido di carbonio nell'atmosfera fosse compresa tra 0,5-5 bar. In ogni caso per essere potenzialmente abitabile dovrebbe avere un'atmosfera con abbondanti gas serra che possa riscaldare la superficie, visto che il pianeta riceve solo un terzo delle radiazioni che riceve la Terra dal Sole; la sua temperatura di equilibrio planetaria è infatti solamente di 188 K, vale a dire −85 °C.

## Paragone con altri pianeti simili alla Terra scoperti nella zona abitabile
Il precedente pianeta più simile alle dimensioni della Terra, scoperto nella zona abitabile, era Kepler-62 f con un raggio di 1,4 R⊕. Tuttavia oltre ad essere probabilmente molto differente rispetto alla Terra per temperatura, atmosfera e altri elementi, assumendo la stessa composizione, il volume del pianeta aumenta in proporzione cubica in funzione del raggio, aumentando di conseguenza anche in maniera considerevole la massa.
Uno studio dell'evoluzione dell'atmosfera di pianeti che si trovano nella zona abitabile, suggerisce che le dimensioni del raggio, per far sì che il pianeta perda nei primi tempi l'eccessiva quantità di idrogeno ma mantenga uno strato di gas secondario, è compreso tra 0,8 e 1,5 R⊕.

## Studi futuri
A circa 500 anni luce di distanza, Kepler-186 f è troppo lontano e la sua stessa stella è troppo poco luminosa per gli attuali telescopi per poter osservare e determinare la sua massa, il clima e la composizione dell'atmosfera. Tuttavia, questa scoperta mostra come ci siano altri pianeti della dimensione della Terra nella zona abitabile. Il telescopio Kepler è concentrato soltanto su una piccola regione di spazio, ma ci sono dei progetti come il Transiting Exoplanet Survey Satellite che, ultimati in tempi brevi, permetteranno di osservare una quantità molto maggiore di stelle. Inoltre, i telescopi di prossima generazione saranno in grado di determinare le caratteristiche fondamentali (come massa, composizione e atmosfera) di questi esopianeti necessarie per stabilire se esistono realmente o no le condizioni per supportare qualche forma di vita. Infatti, l'attuale stato delle nostre capacità di osservazione non ci consente di avere queste informazioni in modo sufficientemente preciso.

## Obiettivo del SETI
Il 17 aprile 2014, la Allen Telescope Array ha pubblicato una lista delle emissioni radio provenienti dal sistema Kepler-186 registrate nell'arco di un mese. Nessun segnale attribuibile a tecnologie extraterrestri è stato individuato. Tuttavia, secondo il SETI, per essere realmente intercettabili, le trasmissioni dovrebbero essere almeno 10 volte più intense rispetto a quelle che si potrebbero inviare utilizzando il Radiotelescopio di Arecibo, attualmente il più potente trasmettitore esistente sulla Terra.